# Лесуново (Клепиковский район)
Лесуново — село в Клепиковском районе Рязанской области в составе Алексеевского сельского поселения.

## География
Лесуново расположено на правом берегу реки Гусь, в 50 км восточнее райцентра Спас-Клепики, высота над уровнем моря 88 м. Ближайшие населённые пункты: Былино в 1 км на северо-запад, Ильино в 0,5 км южнее, Мелюшово в 1,3 км на юго-восток и Алексеево в 1,5 км юго-западнее.

## История
Деревня Лесуново упоминается в списке с Владимирских писцовых книг князя Василия Крапоткина в 1637 г.
Как село Касимовского уезда Рязанской губернии, упоминается в В «Историко-статистическом описании церквей и монастырей Рязанской епархии» 1891 года под двойным названием — Лесуново, или Богородицкое — по названию построенной в 1744 году церкви в честь иконы Божьей Матери Владимирской. На 1900 год Лесуново, с Владимирской церковью, входило в III благочинный округ Касимовского уезда.

## Население
| 1859 | 1897 | 1906 | 2010 |
| ---- | ---- | ---- | ---- |
| 295  | ↗652 | ↘554 | ↘6   |